# The 3rd and the Mortal
The 3rd and the Mortal byla norská experimentální metalová skupina. Vznikla v roce 1992 ve městě Trondheim a její původní sestavu tvořili Kari Rueslåtten (zpěv), Jarle Dretvik (baskytara), Rune Hoemsnes (bicí) a kytaristé Finn-Olav Holthe, Geir Nilsen a Trond Engum. Později však došlo k několika personálním změnám. Své první EP s názvem Sorrow kapela vydala roku 1994. Ještě téhož roku vyšlo první dlouhohrající album Tears Laid in Earth. Následovala tři studiová alba a později kapela ukončila svou činnost.

## Diskografie

### Dema
- The 3rd and the Mortal (1993)

### Studiová alba
- Tears Laid in Earth (1994)
- Painting on Glass (1996)
- In This Room (1997)
- Memoirs (2002)

### EP
- Sorrow (1994)
- Nightswan (1995)

### Kompilace
- EP's and Rarities (2004)
- Project Bluebook: Decade of Endeavour (2005)

### Singly
- Stream (1996)